# Susan Alcorn

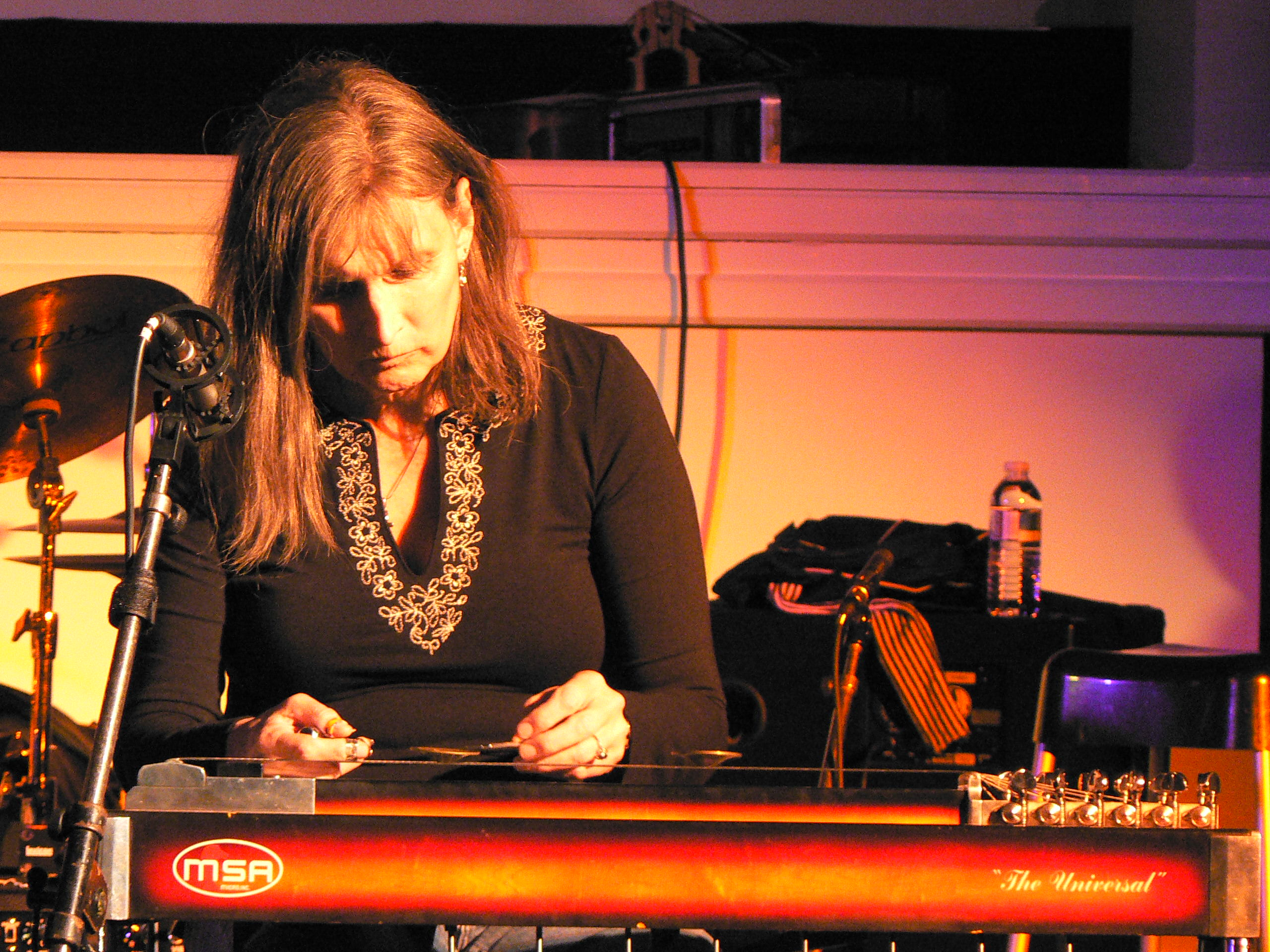
Susan Alcorn (2008)

Susan Alcorn (* 4. April 1953 in Allentown, Pennsylvania; † 31. Januar 2025 in Baltimore, Maryland) war eine US-amerikanische Improvisationsmusikerin (Pedal-Steel-Gitarre, Komposition). Sie komponierte und spielte Improvisations- und zeitgenössische Musik.

## Leben und Wirken
Alcorn begann das Gitarrenspiel im Alter von zwölf Jahren. Sie hatte schnell Interesse an Folk, Blues und der Popmusik der Sechzigerjahre. Als die Musik von Muddy Waters sie zum Spielen der Slide-Gitarre anregte und sie mit 20 Jahren einen Pedal-Steel-Spieler in einem Club in DeKalb erlebte, arbeitete sie sich autodidaktisch in die Pedal-Steel-Gitarre ein. 1981 zog sie nach Houston, wo sie sofort Arbeit fand und in verschiedenen Country- and Western-Bands spielte.
Jahrelang führte Alcorn dort ein Doppelleben: Nachts spielte sie in den dortigen Tanzlokalen und Honky-Tonk-Bars, tagsüber verschanzte sie sich allein, um weitere Musikgenres zu studieren. So begann sie, die klassischen Spieltechniken mit Einflüssen aus dem Free-Jazz, klassischer Avantgarde-Musik, indischen Ragas und verschiedenen Richtungen der weltweiten Volksmusik zu kombinieren. 1990 besuchte sie als eine der ersten Schülerinnen Pauline Oliveros‘ Deep-Listening-Workshops und begann, „die Note selbst nur als einen Aspekt von etwas viel Größerem zu sehen, zu dem auch die Obertöne, die Harmonien, die Stille gehörten.“
Nachdem Alcorns 1997 zu einer Konzertreihe in Houston namens „12 Minutes Max“ eingeladen wurde, 12 Minuten lang ohne Einschränkungen zu spielen, was sie wollte, gab sie ihr erstes, frei improvisiertes Solokonzert. Dieses kurze Konzert war der Wendepunkt; sie begann im Bereich der freien Improvisationsmusik aufzutreten. 2006 löste sie sich schließlich von der Countryszene und zog nach Baltimore.
Obwohl Alcorn im Folgenden hauptsächlich Soloauftritte durchführte, arbeitete Alcorn mit Künstlern wie Pauline Oliveros, Eugene Chadbourne, Peter Kowald, Chris Cutler, Joe Giardullo, Caroline Kraabel, Lê Quan Ninh, Sean Meehan, Joe McPhee, LaDonna Smith, Mike Cooper, Walter Daniels, Jandek, dem London Improvisers Orchestra und Johanna Varner zusammen. Zu hören ist sie u. a. auch auf Ancient Songs of Burlap Heroes (2022) von Nate Wooley & Columbia Icefield.
Alcorn wurde neben Joe McPhee 2018 mit dem hochdotierten Instant Award in Improvised Music ausgezeichnet.
Alcorn schrieb zudem in den Musikzeitschriften Resonance und CounterPunch. Ihr Artikel The Road the Radio, and the Full Moon, eine Abrechnung mit der Countryszene, wurde in die Liste der besten Musikartikel des Jahres 2006 von Da Capo Press aufgenommen.

## Diskografie
- Uma (Loveletter 2000)
- Curandera (Uma Sounds 2005)
- Concentration (Recorded 2005)
- And I Await the Resurrection of the Pedal Steel Guitar (Olde English Spelling Bee 2007)
- Ellery Eskelin, Susan Alcorn, Michael Formanek: Miarage (2013)
- Susan Alcorn & Phillip Greenlief: Prism Mirror Lens (2019)
- Invitation to a Dream (2019), mit Joe McPhee, Ken Vandermark
- Pedernal (2020)
- Susan Alcorn / Leila Bordreuil / Ingrid Laubrock: Bird Meets Wire (2021)
- Susan Alcorn, Patrick Holmes und Ryan Sawyer: From Union Pool (2023)
- Susan Alcorn, José Lencastre, Hernâni Faustino: Manifesto (2023)
- Susan Alcorn / Septeto del Sur: Canto (2023)